# Sekiau
Sekiau is een bestuurslaag in het regentschap Bengkulu Utara van de provincie Bengkulu, Indonesië. Sekiau telt 220 inwoners (volkstelling 2010).